# Alastos
Alastos is een kevergeslacht uit de familie van de boktorren (Cerambycidae). De wetenschappelijke naam van het geslacht werd voor het eerst geldig gepubliceerd in 1982 door Napp & Martins.

## Soorten
Alastos omvat de volgende soorten:
- Alastos batesii (Pascoe, 1888)
- Alastos pascoei Martins & Galileo, 2000